# Замок Естергазі
Палац-замок Естергазі (нім. Schloss Esterházy) — замок в Айзенштадті, столиці землі Бургенланд, колишнє володіння роду Естергазі.
Замок було закладено наприкінці XIII століття, на початку XVII століття замок і територія навколо нього перейшла у власність Естергазі. У 1633–1672 роках маєток було відбудовано заново у стилі бароко. З XVIII століття інтер'єри почали переобладнувати у стилі класицизму. У палаці тривалий час жив і працював композитор Йозеф Гайдн. Тут для членів князівської родини вперше було виконано багато з його творів.
Після Другої світової війни в замку розміщувались уряд Бургенланду й національний суд. Формально власником маєтку продовжують вважатись Естергазі.
|          |  |            |  |       |
| Подвір'я |  | Зал Гайдна |  | Фасад |